# Аминов, Ага Агакерим оглы
Ага Мешеди Агакерим оглы Аминов (1888 - 1921/22) — министр торговли и промышленности АДР.
Ага Аминов родился в Баку в 1888 году. В 1907 году с отличием закончил Бакинскую гимназию. В 1916 году закончил Петербургский политехнический институт. В 1912 году будучи студентом, проходил практику в Пятигорске. После окончания института, вернувшись в Баку работает как специалист в Сабунчи-Сураханинском нефтяном промысле. Прошёл курсы совершенствования в Лондоне.

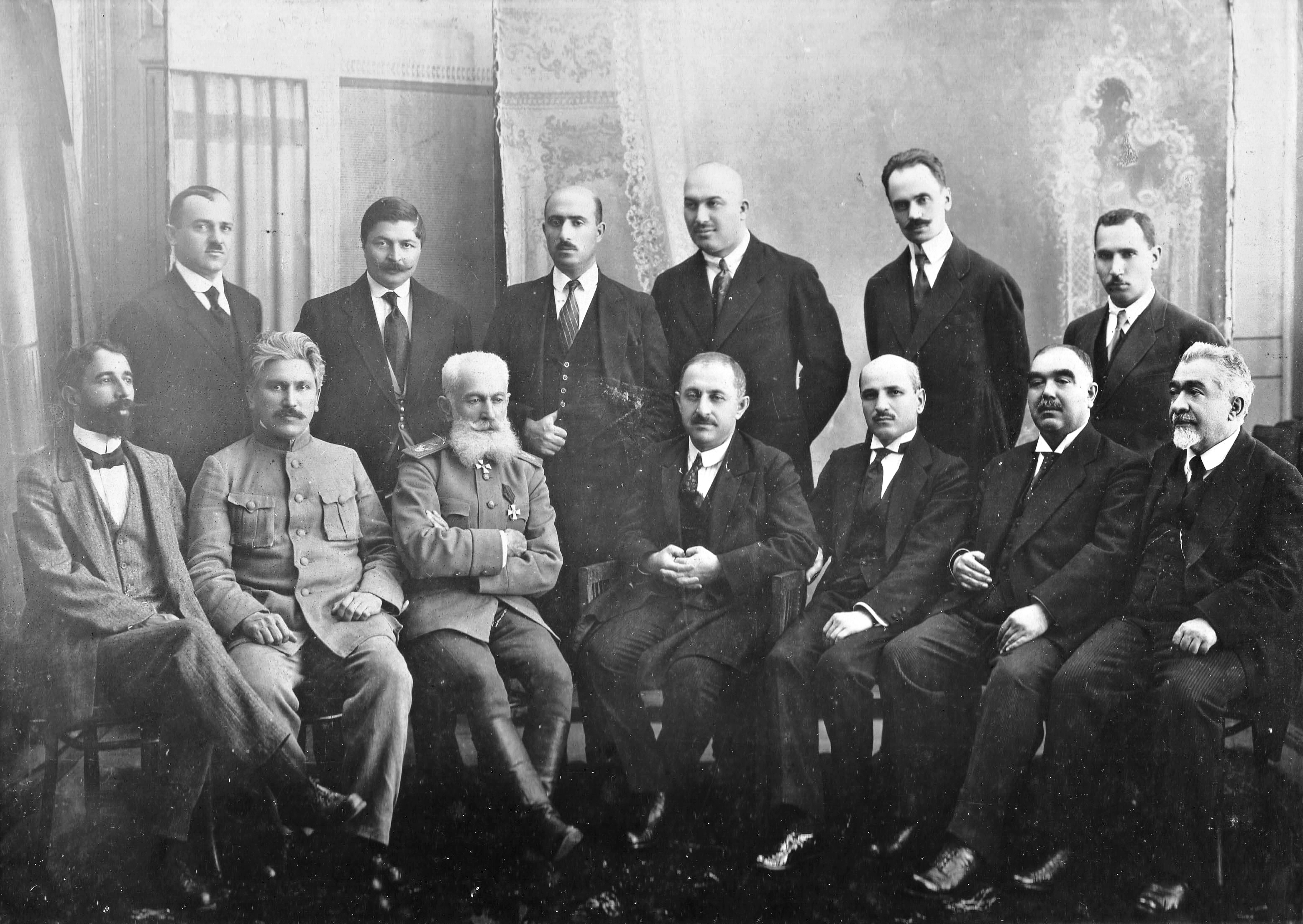
А. Аминов (стоит, 3-й слева) в составе кабинета министров АДР IV-го состава. Декабрь 1919

В 1912 году вступил в партию «Мусават». Принимал участие в работе съезда Кавказских мусульман в Баку в апреле 1917 года и первого съезда партии «Мусават» в том же году. В 1918 году, с образованием АДР, был избран членом парламента. 14 апреля 1919 года становится министром торговли и промышленности АДР. В мае 1919 года при его активном участии был создан Союз мусульманской трудящейся интеллигенции. После советизации Азербайджана, работал в системе объединения «Азнефть». Умер от тяжёлой болезни.